# Zagrebačke pahuljice
Zagrebačke pahuljice je zagrebački klub sinkroniziranog klizanja. Klub je osnovan 10. prosinca 1997. godine.
Poznate klizačice:
- Azra Delić

## Vanjske poveznice
- zagrebsnowflakes.com  Arhivirana inačica izvorne stranice od 22. siječnja 2021. (Wayback Machine)